# Chelles
Chelles je město ve východní části metropolitní oblasti Paříže ve Francii v departmentu Seine-et-Marne a regionu Île-de-France. Má přes 45 000 obyvatel a od centra Paříže je vzdálené 18 km.

## Geografie
Sousední obce: Coubron, Montfermeil, Courtry, Le Pin, Villevaudé, Gagny, Brou-sur-Chantereine, Vaires-sur-Marne, Neuilly-sur-Marne, Neuilly-Plaisance, Noisy-le-Grand, Gournay-sur-Marne, Champs-sur-Marne, Marne-la-Vallée, Noisiel a Torcy.

## Vývoj počtu obyvatel
Počet obyvatel

## Osobnosti
- Chlodvík I. (asi 465 – 511), franský král z rodu Merovejců
- Chilperich I. (* asi 537 – 584), franský král z dynastie Merovejců
- Chlodvík II. (634 – 657), franský král z rodu Merovejců
- Chlothar III. (asi 650/651 – 673), franský král z rodu Merovejců
- Karel Veliký (742 – 814), franský král a první středověký římský císař
- Hugo Kapet (939/941 – 996), západofranský/francouzský král z rodu Robertovců
- Jean de Chelles († 1265), stavitel podílející se na stavbě pařížské katedrály Notre-Dame
- markýza de Sévigné (1626 – 1696), francouzská šlechtična, známá hlavně pro své dopisy
- Victor Hugo (1802 – 1885), básník, prozaik, dramatik, esejista a politik
- Maurice Chevalier (1888 – 1972), legendární francouzský a americký herec, tanečník a šansoniér, držitel cen Oscar a Zlatý glóbus
- Hervé Bazin (1911 – 1996), spisovatel
- Bernard Clavel (1923 – 2010), spisovatel

## Doprava
Město je dostupné příměstskou železnicí RER E

## Partnerské město
Lindau, Německo